# Аякучо (Буэнос-Айрес)
Аякучо (исп. Ayacucho) — город в Аргентине в провинции Буэнос-Айрес. Административный центр муниципалитета Аякучо.

## История
Поселение было основано 22 июня 1866 года. Своё название оно получило в честь битвы при Аякучо, ставшей переломным моментом в Войне за независимость испанских колоний в Америке.